# Rot-Weiß Klettham-Erding
Der Rot-Weiß Klettham-Erding e.V. ist ein Sportverein aus dem Erdinger Stadtteil Klettham. Dessen Tischtennis-Damen spielten in den 1990er Jahren in der Bundesliga.
Neben Fußball und Tischtennis gibt es noch Abteilungen für Gymnastik, Stocksport, Square Dance und Schach.

## Geschichte des Vereins
1930 wurde der Verein als FC Rot-Weiß Klettham als Fußballklub gegründet. Wegen des Zweiten Weltkrieges gingen die Mitgliedszahlen stark zurück, weshalb sich der Verein am 15. September 1945 auflöste und die verbliebenen Mitglieder sich der SpVgg Altenerding anschlossen.
Am 4. Oktober 1960 wurde der Verein unter dem Namen 1. FC Rot-Weiß Klettham neu gegründet. Zunächst gab es nur eine Fußballabteilung. 1962 kamen die Sparten Radsport, Faustball, Tischtennis und Turnen dazu. Es folgte am 10. Februar 1980 eine Stockschützenabteilung und im Januar 1993 Square Dance.
1987 nannte sich der Verein um in Rot-Weiß Klettham-Erding e.V.

## Tischtennis
Seit Gründung der Tischtennissparte 1962 leitete Willi Steininger die Abteilung. Die Damenmannschaft gehörte 1981 zu den ersten Teams der neu geschaffenen 2. Bundesliga Süd. Sie wurde 1987 Meister, verzichtete jedoch auf den Aufstieg in die Bundesliga. Diesen holte man 1989 nach und belegte in der ersten Saison Platz acht. In den Jahren 1991 bis 1995 wurden sie jeweils Dritter oder Vierter. Nach Rang fünf in der Saison 1995/96 verbesserte sich das Team in den beiden Folgejahren auf den zweiten Platz. Allerdings konnten sie sich in den Play-off-Runden um die deutsche Meisterschaft nicht durchsetzen. 1994, 1996 und 1997 gewann das Team den Titel im europäischen ETTU Cup. Von 1992 bis 1997 spielte zudem die 2. Damenmannschaft in der 2. Bundesliga.
1999 stieg die Damenmannschaft aus der Bundesliga ab. Zudem wirkte sich die finanzielle Krise des Hauptvereins auch auf die Tischtennisabteilung aus. Willi Steininger zog sich zurück, ebenso mehrere Sponsoren. Daher wurde die Mannschaft komplett aufgelöst und Tischtennis als Breitensport in den unteren Spielklassen weitergeführt.
Erfolge der Damenmannschaft
- 1986/87 Meister der 2. Bundesliga Süd: Margot Ostermeyer, Cornelia Faltermaier, Monika Zelger, Andrea Stich, Elke Hörmann, Michaela Kommeter
- 1988/89 Meister der 2. Bundesliga Süd: Ursula Oswald-Ziegler, Andrea Stich, Michaela Kommeter, Stefanie Ullmann
- 1993/94 Gewinn des ETTU-Cups vor TuS Glane: Yunli Schreiner, Cornelia Faltermaier, Ursula Oswald-Ziegler
- 1996/97 Gewinn des ETTU-Cups vor Team Galaxis Lübeck: Qiao Yunping, Yunli Schreiner, Cornelia Faltermaier
- 1997/98 Gewinn des ETTU-Cups vor Team Galaxis Lübeck: Qiao Yunping, Yunli Schreiner, Cornelia Faltermaier, Michaela Berger